# Giovanni Stefano Donghi
Giovanni Stefano Donghi (Genova, 1608 – Roma, 26 novembre 1669) è stato un cardinale e vescovo cattolico italiano.

## Biografia
Giovanni Stefano Donghi era rampollo di una nobile famiglia nobile della Repubblica di Genova. Suo padre era Bartolomeo Donghi e sua madre Giacoma Bernardi ed erano entrambi originari di Voltri e nobili di nascita, anche se si erano iscritti alla nobiltà genovese solo nel 1581.
Intrapresa la carriera ecclesiastica, frequentò le Università di Bologna e Salamanca, venendo nominato protonotario apostolico partecipante a partire dal 15 giugno 1635. Entrato nella cerchia della curia romana, divenne Prefetto dell'annona e Referendario dei tribunali della Segnatura Apostolica e di Grazia e Giustizia. Nominato presidente della Camera Apostolica e della Camera Apostolica dei Chierici nel 1638, divenne commissario residente di tre legazioni per conto del cardinale Antonio Barberini, il quale non poteva fisicamente risiedervi in quanto preso da altri incarichi pastorali.
In seguito, venne creato cardinale diacono nel concistoro del 14 luglio 1643 e ricevette la diaconia di San Giorgio in Velabro il 31 agosto di quello stesso anno. Confermato quindi Prefetto dell'annona il 17 luglio di quello stesso 1643, divenne Ministro Plenipotenziario della guerra in Italia per conto di Sua Santità, riuscendo ad ottenere tra i successi in questo incarico anche la pace con i principi tedeschi confederati. Nominato legato a Ferrara (1644-1648), partecipò al conclave del 1644 che elesse papa Innocenzo X. Fu nominato Governatore della Legazione di Romagna; nel triennio 1651-1654 fu Legato pontificio nella stessa Legazione.
Eletto vescovo di Ajaccio il 27 novembre 1651, venne quindi consacrato vescovo. Partecipò quindi al conclave del 1655 che elesse pontefice Alessandro VII. Dopo questo conclave, decise di optare per la diaconia di Sant'Agata dei Goti il 14 maggio 1655. Successivamente lasciò la sede episcopale di Vigevano per quella di Imola (2 agosto 1655). Trasferito alla sede di Ferrara il 26 febbraio 1663, partecipò al conclave del 1667 ove venne eletto papa Clemente IX.
Nei suoi ultimi anni di vita fu cardinale protodiacono e morì a Roma il 26 novembre 1669, alle 23.00 circa. Fu sepolto nella Cappella della Madonna della chiesa del Santissimo Nome di Gesù di Roma.

## Genealogia episcopale
La genealogia episcopale è:
- Cardinale François de Joyeuse
- Cardinale Jacques Davy du Perron
- Cardinale Roberto Ubaldini
- Cardinale Luigi Capponi
- Arcivescovo Luca Torreggiani
- Cardinale Giovanni Stefano Donghi